# 那須善治
那須 善治（なす ぜんじ 1865年8月12日（慶応元年6月21日） - 1938年（昭和13年）12月19日）は、日本の実業家。生協運動が浸透していない日本で生協運動の発展に寄与した。関東消費組合連盟の発展にも財的援助で大きな働きになった。日本の生協運動に後半生をささげた。
のちの嫡流
重治（粟村金属工業、灘神戸生協）➡︎ 一郎（三井住友建設）➡︎吉郎（デック）➡︎純一（イントラスト）
善治の嫡流を示した、これ以外は分家にあたる。

## 来歴
愛媛県西宇和郡保内町川之石内之浦に、1865年（慶応元年）6月21日に生まれた。いとこに、雨井のおやけの分家(造り酒屋)へ千石船を持って養子に入った、菊池秋三郎（1874年（明治7年）生:海運業を営む）がいる。同時代の人物に内之浦で生まれた、那須金市 (なす きんいち) がいる。同姓であるが、親族ではない。
那須善治は、1899年（明治32年） 大阪の実業界へ進出して大阪に転籍し、その後、兵庫県神戸市東灘区住吉町に移った。第一次世界大戦中に相場師として巨万の富を得た。その後、実業界を引退して、社会公共のための奉仕を始めた。1921年（大正10年）、灘購買組合を設立して組合長となる。灘購買組合は、その後合併して灘神戸生協になった。
灘購買組合（その後合併して灘神戸生協）が、今日成長をとげたのは、創設者の献身と惜しみなく投じた物的奉仕によるところであるといわれている。

## 組合の歴史
那須は、社会事業に使う方法を平生釟三郎に相談した。賀川豊彦を紹介され、協同扶助の協同組合の話を聞いた。イギリスの協同組合の活動を見ていた平生釟三郎が、賀川豊彦の言いたかったことを那須に教えた。那須は、納得して、大正十年に灘生協が誕生することになった。